# Evropsko prvenstvo v nogometu 2024
Evropsko prvenstvo v nogometu 2024 (uradno UEFA Euro 2024 ali Euro 2024) je 17. evropsko prvenstvo v nogometu, ki ga organizira UEFA za moške reprezentance. Turnir, ki ga gosti Nemčija, poteka od 14. junija do 14. julija 2024, zmagovalec pa se bo kasneje pomeril v Pokalu prvakov CONMEBOL–UEFA 2025 proti zmagovalcu Copa América 2024 .
To je tretjič, da se Evropsko prvenstvo igra v Nemčiji, in drugič po združitvi Nemčije. Prav tako prvič poteka na ozemlju nekdanje Vzhodne Nemčije, kjer bo Leipzig gostil 4 tekme. Turnir se vrača v običajni štiriletni cikel, potem ko je bilo prvenstvo, ki bi moralo potekati leta 2020, zaradi pandemije COVID-19 prestavljeno na leto 2021.
Italija je branilec naslova, saj je osvojila EURO 2020, potem ko je v finalu po enajstmetrovkah premagala Anglijo.

## Izbira gostitelja
8. marca 2017 je UEFA objavila, da sta dve državi, Nemčija in Turčija, napovedali njihovo zanimanje za prirejanje prvenstva.  
Gostitelj je bil izbran 27. septembra 2018 v Nyonu v Švici. Nemčija je sprva načrtovala, da bo gostila Euro 2020, čeprav do maja 2012 nikoli ni pokazala trdnega interesa.
| Država  | Glasovi |
| ------- | ------- |
| Nemčija | 12      |
| Turčija | 4       |
| Vzdržan | 1       |
| Skupaj  | 17      |

Izvršni odbor UEFE je na tajnem glasovanju glasoval za gostitelja, za izbiro pa je bila potrebna le navadna večina. V primeru neodločenega izida bi bil odločilen glas predsednika UEFA. Od 20 članov izvršnega odbora dva nista imela volilne pravice, eden pa je bil odsoten, tako da je ostalo sedemnajst članov z glasovalno pravico.

## Prizorišča
Nemčija je imela široko izbiro stadionov, ki so izpolnjevali minimalne zahteve UEFA glede zmogljivosti 30.000 sedežev za tekme evropskega prvenstva.
Od desetih prizorišč, izbranih za Euro 2024, jih je bilo devet uporabljenih za svetovno prvenstvo v nogometu 2006, to so: Berlin, Dortmund, München, Köln, Stuttgart, Hamburg, Leipzig, Frankfurt in Gelsenkirchen.  Düsseldorf, ki pa leta 2006 ni bil uporabljen, ampak je bil prej gostil Svetovno prvenstvo v nogometu 1974 in Euro 1988, bo služil kot deseto prizorišče; medtem ko pa Hannover, Nürnberg in Kaiserslautern, ki so gostili leta 2006 (poleg 1974 in 1988 v primeru Hannovra), ne bodo uporabljena za to prvenstvo. München je bil tudi gostitelj UEFA Euro 2020, ki je gostil štiri tekme (na treh je igrala Nemčija) pred močno zmanjšanim številom gledalcev zaradi omejitev COVID-19 .
Različni drugi stadioni, kot sta stadiona v Bremnu in Mönchengladbachu, niso bili izbrani. Prizorišča so pokrivala vse glavne regije Nemčije, vendar je območje z največjim številom prizorišč na UEFA Euro 2024 regija Rhine-Ruhr v zvezni državi Severno Porenje-Vestfalija, s štirimi od desetih mest gostiteljic (Dortmund, Düsseldorf, Gelsenkirchen in Köln).
| Berlin                | München               | Dortmund             | Stuttgart          |
| --------------------- | --------------------- | -------------------- | ------------------ |
| Olympiastadion Berlin | Fußball Arena München | BVB Stadion Dortmund | Stuttgartska arena |
| Kapaciteta: 74.461    | Kapaciteta: 70.076    | Kapaciteta: 65.849   | Kapaciteta: 54.906 |
|                       |                       |                      |                    |
| Gelsenkirchen         |                       |                      | Frankfurt          |
| Arena AufSchalke      | Frankfurtska arena    |                      |                    |
| Kapaciteta: 54.740    | Kapaciteta: 54.697    |                      |                    |
|                       |                       |                      |                    |
| Hamburg               | Düsseldorf            | Köln                 | Leipzig            |
| Volksparkstadion      | Arena Düsseldorf      | Stadion Koln         | Stadion Leipzig    |
| Kapaciteta: 52.245    | Kapaciteta: 51.031    | Kapaciteta: 49.827   | Kapaciteta: 42.959 |
|                       |                       |                      |                    |

### Tabori ekip
Vsaka ekipa si je za svoje bivanje med tekmami izbrala »team base camp«. Ekipe bodo trenirale in bivale na teh lokacijah ves čas turnirja ter potovale na tekme, ki bodo potekale stran od njihovih baz. "Bazni tabor ekipe" mora biti v Nemčiji.
| Ekipa       | Bazni tabor                     | Poligon za usposabljanje                             |
| ----------- | ------------------------------- | ---------------------------------------------------- |
| Albanija    | Kamen, Nemčija                  | SportCentrum Kaiserau                                |
| Avstrija    | Berlin, Nemčija                 | Mommsenstadion                                       |
| Belgija     | Ludwigsburg, Nemčija            | Wasenstadion, SGV Freiberg am Neckar                 |
| Hrvaška     | Neuruppin, Nemčija              | Volksparkstadion, MSV Neuruppin                      |
| Češka       | Hamburg, Nemčija                | Edmund-Plambeck-Stadion, FC Eintracht Norderstedt 03 |
| Danska      | Freudenstadt, Nemčija           | Hermann-Saam-Stadion                                 |
| Anglija     | Blankenhain, Nemčija            | Golfresort Weimarer Land                             |
| Francija    | Bad Lippspringe, Nemčija        | Domača Deluxe Arena, SC Paderborn 07                 |
| Nemčija     |                                 |                                                      |
| Madžarska   | Weiler-Simmerberg, Nemčija      | Letovišče, šport in zdravilišče Tannenhof            |
| Italija     |                                 |                                                      |
| Nizozemska  | Wolfsburg, Nemčija              | AOK Stadion, VfL Wolfsburg (ženske)                  |
| Portugalska |                                 |                                                      |
| Romunija    | Würzburg, Nemčija               | Akon Arena, FC Würzburger Kickers                    |
| Škotska     | Garmisch-Partenkirchen, Nemčija | Stadion am Gröben                                    |
| Srbija      | Augsburg, Nemčija               | Rosenaustadion, FC Augsburg (Ženske)                 |
| Slovaška    |                                 |                                                      |
| Slovenija   | Wuppertal, Nemčija              | Stadion am Zoo, Wuppertaler SV                       |
| Španija     | Donaueschingen, Nemčija         | Der Öschberghof                                      |
| Švica       | Stuttgart, Nemčija              | Gazi-Stadion auf der Waldau                          |
| Turčija     | Barsinghausen, Nemčija          | Športni hotel Fuchsbachtal                           |

## Ekipe

### Kvalifikacije
Nemčija se je kot gostiteljica na turnir uvrstila samodejno. 23 preostalih mest pa so bila določena s kvalifikacijami; O 20 mestih je odločala neposredna uvrstitev zmagovalcev in drugouvrščenih iz 10-ih kvalifikacijskih skupin, o preostalih treh mestih pa bo odločala končnica . Mesta v končnici so prejela moštva, ki so se najbolje odrezala v j zato pa je bil neuvrstitev preko glavnega kvalifikacijskega turnirja. Žreb skupin za kvalifikacije je bil opravljen 9. oktobra 2022 v dvorani Festhalle v Frankfurtu .  Kvalifikacije pa so potekale od marca do novembra 2023, tri končnice pa bodo potekale marca 2024. 

### Kvalificirane ekipe
Od 24 ekip, ki se bodo kvalificirale za turnir, je 17 takih, ki so nastopali na prvenstvu v 2021. Med njimi so bili branilci naslova Italijani in podprvaki Angliji, pa tudi podprvakinje na svetovnem prvenstvu Francije in bronasta Hrvaška . Portugalska je bila edina ekipa, ki se je kvalificirala brez remija ali poraza, medtem ko so se Francija, Anglija, Belgija, Madžarska in Romunija kvalificirale brez poraza.
Albanija in Romunija sta se vrnili, potem ko nista nastopili na prvenstvu 2020, prva se je uvrstila šele na svoj drugi veliki turnir. Srbija in Slovenija sta se vrnili prvič po Euru 2000, pri čemer se je Srbija prvič kvalificirala kot samostojna država in ne del Jugoslavije, Slovenija pa se je kvalificirala za svoj četrti veliki turnir kot samostojna država.
Švedska se prvič po Euru 1996 ni uvrstila na prvenstvo, prav tako se ni uspela kvalificirati za svoj drugi veliki turnir zapored, izpustila je tudi svetovno prvenstvo 2022, medtem ko je bila Rusija po invaziji na Ukrajino  v celoti izključena iz kvalifikacij. Rusija je bila prva, ki je po ZR Jugoslaviji leta 1992 bila izključena iz tekmovanj. Severni Makedoniji se po prvem nastopu na prejšnji izvedbi ni uspelo uvrstiti na tokratno.UEFA Euro 2024 qualifying

#### Diskvalifikacija Rusije
Na zasedanju izvršnega odbora UEFA na Hvaru na Hrvaškem 20. septembra 2022 je bilo potrjeno, da bo Rusija izključena iz kvalifikacij za Euro 2024, saj je UEFA po invaziji države na Ukrajino suspendirala vse ruske ekipe. To je pomenilo, da Rusija prvič po letu 2000 ne bo nastopila na evropskem prvenstvu.

## Žreb
Žreb je potekal 2. decembra 2023, ob 18:00h, v Elbphilharmoniji v Hamburgu. Ekipe so bile razdeljene v bobne po končni razvrstitvi vseh kvalificranih ekip. Gostiteljica Nemčija je bil avtomatsko uvrščena v 1. boben, kjer je zasedla pozicijo A1. Zmagovalci threh končnic, niso bili zanani v času žreba, zato so zasedli mesta v 4. bobnu. Žreb je bil večkrat prekinjen z seksualnimi zvoki, ki jih je spuščal prankster Jarvo69.

### Razporeditev po bobnih
- 1. boben: Nemčija, Francija, Španija, Belgija in Anglija
- 2. boben: Madžarska, Turčija, Romunija, Danska, Albanija in Avstrija
- 3. boben: Nizozemska, Škotska, Hrvaška, Slovenija, Slovaška in Češka
- 4. boben: Italija, Srbija, Švica in trije zmagovalci končnice (v tem trenutku še neznani)

## Skupinski del
UEFA je 10. maja 2022 objavila razpored turnirja, ki je vključeval samo uvodne ure za uvodno tekmo, polfinale in finale.  Začetni časi za vse druge tekme so bili objavljeni 2. decembra 2023 po žrebu. 
V osmino finala bodo napredovali zmagovalci skupin, drugouvrščeni in najboljše štiri tretjeuvrščene ekipe .

### V primeru izenačenja
Če imajo dve ali več ekip enako število točk po zaključku skupinskih tekem, se uporabijo naslednji kriteriji za izenačenje: 
1. Večje število točk, doseženih v tekmah med ekipama;
2. Večja gol razlika, ki izhaja iz tekem, odigranih med ekipama;
3. Večje število doseženih golov na tekmah med ekipama;
4. Če imajo po uporabi kriterijev od 1 do 3 ekipe še vedno enake uvrstitve, se kriteriji od 1 do 3 ponovno uporabijo izključno za tekme med ekipami, ki so še vedno izenačene, da se določi njihova končna uvrstitev. Če ta postopek ne vodi do odločitve, bodo uporabljena merila 5 do 9;
5. Večja gol razlika na vseh tekmah v skupini;
6. Večje število doseženih golov v vseh skupinskih tekmah;
7. Če sta v zadnjem krogu skupinskega dela dve ekipi, ki se pomerita ena proti drugi, izenačeni v točkah, gol razliki in doseženih zadetkih, potem pa sta remizirali, se njuna razvrstitev določi s streljanjem enajstmetrovk. (Ta kriterij se ne uporablja, če imata več kot dve ekipi enako število točk.);
8. Nižji seštevek disciplinskih točk na vseh tekmah v skupini (1 točka za en rumeni karton, 3 točke za rdeči karton kot posledica dveh rumenih kartonov, 3 točke za neposredni rdeči karton, 4 točke za rumeni karton, ki mu sledi neposredni rdeči kartica);
9. Višje mesto v skupni razvrstitvi evropskih kvalifikacij, razen če primerjava vključuje gostiteljico Nemčijo, v tem primeru bo opravljen žreb.

## Marketing
Uradni logotip je bil razkrit 5. oktobra 2021 na slovesnosti na Olympiastadion v Berlinu. Logotip prikazuje pokal Henrija Delaunayja s 24 barvnimi rezinami okoli pokala, ki predstavljajo 24 sodelujočih držav, elipsa pa odraža obliko Olimpijskega stadiona. Poleg tega ima vsako od desetih mest gostiteljev svoj edinstven logotip, ki vključuje naslednje lokalne znamenitosti: 
- Berlin : Brandenburška vrata
- Köln : Kölnska katedrala
- Dortmund : U-stolp
- Düsseldorf : Schlossturm, Rheinturm in Rheinkniebrücke
- Frankfurt : Römer
- Gelsenkirchen : Musiktheater im Revier
- Hamburg : Elbphilharmonie
- Leipzig : Spomenik bitki narodov
- München : Frauenkirche
- Stuttgart : Stuttgartski televizijski stolp

Uradni slogan turnirja je "United by Football. Vereint im Herzen Europas ." Slogan je bil izbran za spodbujanje raznolikosti in vključenosti.

### Merch
Novembra 2023 je bilo objavljeno, da je EA Sports prevzel pravice za videoigro UEFA Euro 2024 in da bo prenosljiva posodobitev za Euro 2024 prišla v EA Sports FC 24, EA Sports FC Mobile in EA Sports FC Online v poletju 2024.

### Pravice oddajanja
Mednarodni radiodifuzni center (IBC) bo v dvoranah Leipziškega sejma v Leipzigu v Nemčiji.

### Sponzorstvo
UEFA ima naslednje sponzorske partnerje: 
Uradni globalni sponzorji:
- Adidas
- Alibaba Group (Alipay & World First) [52]
- Atos [53]
- Betano [54]
- Booking.com [55]
- BYD Auto [56]
- Coca-Cola [57]
- Engelbert Strauss [58]
- Hisense [59]
- Lidl [60]
- Unilever [61]
- Visit Qatar
- Vivo Mobile [62]
- Betfred
- Nestlé
- Hyundai
- Petronas
- Lazada
- Chang
- eToro

Uradni nacionalni sponzorji:
- Pivovarna Bitburger [63]
- Deutsche Bahn [64]
- Deutsche Telekom [65]
- Ergo Group [66]
- Wiesenhof [67]

Topps je uradni partner nalepk in menjalnih kartic turnirja, ki označuje konec Paninijevega sodelovanja z UEFA, ki se je začelo leta 1976.

## Simboli

### Maskota
Uradna maskota UEFA EURO 2024 je bila predstavljena 20. junija 2023 na mednarodni prijateljski tekmi med Nemčijo in Kolumbijo v Gelsenkirchnu. Maskota je medvedek s hlačami. Za izbiro imena maskote je bilo uporabljeno javno glasovanje z možnostmi "Albärt", "Bärnardo", "Bärnheart" in "Herzi von Bär". Rezultati so bili objavljeni 5. julija, ime maskote pa je bilo razglašeno kot "Albärt", kar je prejelo 32 % glasov.

### Žoga
UEFA in Adidas sta 15. novembra 2023 predstavila uradno žogo turnirja, "Fussballliebe". V nemščini prevedeno kot "Ljubezen do nogometa" prikazuje črne oblike kril z rdečimi, modrimi, oranžnimi in zelenimi robovi ter krivuljami, ki prikazujejo živahnost kvalificiranih držav na turnirju in koliko ljubezni nogometu dajejo navijači po vsem svetu. To je prva žoga za evropsko prvenstvo UEFA, ki vključuje "tehnologijo povezane žoge", kjer vsebuje notranje elektronske senzorje, ki omogočajo zaznavanje njenega gibanja uradnikom na tekmi UEFA, ki jih lahko uporabijo v pomoč pri postopkih odločanja.